# Гмырин, Михаил Аркадьевич
Гмы́рин Михаил Аркадьевич (р. 1 марта 1959, село Ома, Ненецкий автономный округ, Архангельская область, Россия) — российский муниципальный деятель, экс-мэр Северодвинска, член партии «Единая Россия».

## Биография
Семья Гмыриных переехала в Северодвинск в 1960 году.
Михаил Гмырин имеет техническое и юридическое высшие образования: окончил Ленинградский институт водного транспорта, Современный гуманитарный институт и Поморский государственный университет. После окончания северодвинского производственного училища № 28 работал электромонтером на машиностроительном предприятии «Звёздочка».

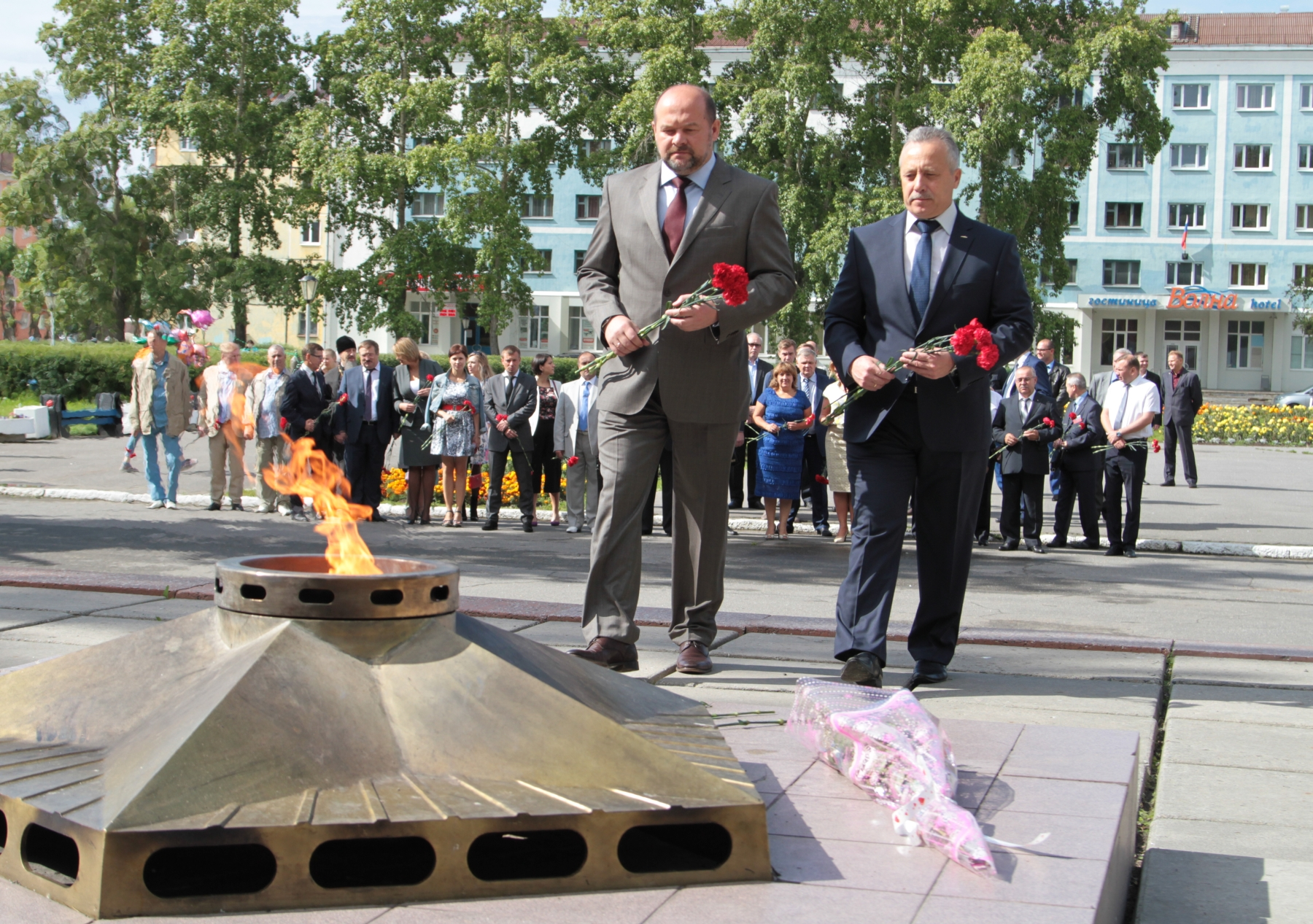
Губернатор Архангельской области Игорь Орлов и Михаил Гмырин.
Возложение цветов к Вечному огню (2015).

C 1978 по 1980 год проходил службу в Вооруженных Силах, затем вернулся на предприятие «Звёздочка». С 1989 года председатель профсоюзного комитета Управления энергетической службы предприятия, заместитель председателя профсоюзного комитета предприятия, с 1992 года по март 2009 года — председатель первичной профсоюзной организации центра судоремонта «Звездочка».
C 1996 по 2009 год Гмырин избирался депутатом Архангельского областного Собрания трех созывов, возглавлял Комитет областного Собрания по военно-промышленному комплексу и конверсионной политике, являлся инициатором и разработчиком многих социально значимых законопроектов. В течение ряда лет представлял интересы Архангельского областного Собрания депутатов в Коллегии судей Архангельской области.
1 марта 2009 года избран главой муниципального образования «Северодвинск» — мэром Северодвинска, в сентябре 2013 года повторно избран мэром.
Михаил Гмырин является председателем Комитета по бюджету, экономике и финансам Ассоциации «Совет муниципальных образований Архангельской области». В декабре 2014 года стал инициатором создания Ассоциации «Арктические муниципалитеты» муниципальных образований, входящих в состав сухопутной территории Арктической зоны Российской Федерации, и избран председателем Ассоциации.

## Личная жизнь
Женат, воспитал двоих сыновей.
Занимается спортом, активным отдыхом, охотой и рыбалкой.

## Награды
- Медаль «300 лет Российскому флоту» (07.06.1996)
- Медаль ордена «За заслуги перед Отечеством» II степени (20 июня 2001)
- Орден Дружбы (25 февраля 2009)
- Звание «Почетный судостроитель», Приказ Минпромторга России от 22.06.2009
- Почётная грамота министра обороны Российской Федерации (28 апреля 2010)
- Памятная медаль и грамота Президента Российской Федерации за значительный вклад в подготовку и проведение XXII Олимпийских игр и XI Паралимпийских зимних игр 2014 года в городе Сочи
- Знак отличия «За заслуги перед Архангельской областью»  (19.10.2017)